# Batalla de la Granada
La batalla de la Granada de 1642 fou un dels episodis de la Guerra dels Segadors

## Antecedents
Poc després de la revolta que va suposar el Corpus de Sang, l'exèrcit de Felip IV d'Espanya va ocupar Tortosa i Tarragona, el 17 de gener de 1641, davant l'alarmant penetració de l'exèrcit castellà, Pau Claris al capdavant de la Generalitat de Catalunya, proclamà la República Catalana acordant una aliança política i militar amb França, posant Catalunya sota l'obediència de Lluís XIII de França. Pocs dies després, amb l'ajuda de l'exèrcit francès, la Generalitat obtingué una important victòria militar en la batalla de Montjuïc del 26 de gener de 1641, i les tropes castellanes es retiraven a Tarragona.
El 4 de maig de 1641 l'estol francès d'Henri d'Escoubleau de Sourdis es presentà davant de Tarragona i inicià el bloqueig de la ciutat amb les tropes de terra de Philippe de La Mothe-Houdancourt. Durant els mesos de maig i juny es lluità als voltants de Tarragona; el fort de Salou caigué en poder dels francesos el 9 de maig i batalla de Constantí el 13 de maig. Després de ser derrotats del 30 de juny al 4 de juliol de 1641 en la primera batalla naval de Tarragona, els espanyols van bastir un nou estol comandat per García Álvarez de Toledo y Mendoza que va aconseguir lliurar provisions a la ciutat i fer fugir l'estol francès al Rosselló
Una columna castellana de 4.500 homes va sortir de Tarragona el 23 de març de 1642 per socórrer Perpinyà, que havia quedat aïllada al nord. Per ordre de Philippe de La Mothe-Houdancourt, les tropes que marxaven cap al Rosselló van ser interceptades a Montmeló per la cavalleria franco-catalana que va sortir de Barcelona el 28 de març, causant mil baixes entre els castellans a la batalla de Montmeló.

## Batalla
Els supervivents van retirar-se en direcció a Tarragona, però el 30 de març a l'altura de la Granada, sabent-se encalçats per la cavalleria de Philippe de La Mothe-Houdancourt, van presentar batalla, envestint amb els mosqueters a la infanteria francesa, fins que la cavalleria va carregar sobre els espanyols, fins que finalment Pere IV d'Empúries, Pedro de Aragón, amb els 2.000 supervivents va rendir-se el 31 de març.

## Conseqüències
Les tropes catalanes i franceses van continuar avançant fins a conquerir Montsó i assetjant Tortosa sense èxit.
El maig, els espanyols retiren els terços que estaven a Roses amb un estol de 78 naus, donant per perduts els comtats. La manca de reforços va fer caure Cotlliure, Perpinyà i Salses.
Les tropes capturades foren intercanviades per presoners francesos a Douai el 16 de juliol de 1643 pels presoners francesos capturats a la batalla de Honnecourt.